# Кастања (Кампобасо)
Кастања (итал. Castagna) је насеље у Италији у округу Кампобасо, региону Молизе.
Према процени из 2011. у насељу је живело 45 становника. Насеље се налази на надморској висини од 642 м.